# Сборная Намибии по нетболу
Сборная Намибии по нетболу представляет Намиби. на международных соревнованиях по нетболу. Управляющим органом является Ассоциация нетбола Намибии (англ. Association of Netball in Namibia, ANNA; Namibia Netball Association, Netball Namibia, NN).
По состоянию на 25 июля 2024, сборная Намибии по нетболу занимает 20-е место в мировом рейтинге сборных по нетболу.

## Результаты выступлений

### Чемпионаты мира
| Год        | Место          | Игры           | Победы         | Ничьи          | Поражения      |
| ---------- | -------------- | -------------- | -------------- | -------------- | -------------- |
| 1963—1987  | не участвовали | не участвовали | не участвовали | не участвовали | не участвовали |
| 1991       | 13             | 11             | 4              | 2              | 5              |
| 1995       | 16             | 6              | 5              | 0              | 1              |
| 1999—н. в. | не участвовали | не участвовали | не участвовали | не участвовали | не участвовали |

### Чемпионаты Африки
| Год        | Место          | Игры           | Победы         | Ничьи          | Поражения      |
| ---------- | -------------- | -------------- | -------------- | -------------- | -------------- |
| 2010       | ?              | .              | .              | .              | .              |
| 2012—н. в. | не участвовали | не участвовали | не участвовали | не участвовали | не участвовали |
| 2013       | 5              | 3              | 1              | 0              | 2              |
| 2014       | 6              | 5              | 0              | 0              | 5              |
| 2015       | не участвовали | не участвовали | не участвовали | не участвовали | не участвовали |
| 2017       | 6              | 5              | 0              | 0              | 5              |
| 2018       | 6              | 6              | 1              | 0              | 5              |
| 2019       | не участвовали | не участвовали | не участвовали | не участвовали | не участвовали |
| 2021       | ?              | .              | .              | .              | .              |
| 2023       | 2              | 6              | 4              | 0              | 2              |

### Африканские игры
| Год  | Место          | Игры           | Победы         | Ничьи          | Поражения      |
| ---- | -------------- | -------------- | -------------- | -------------- | -------------- |
| 1995 | ?              | 1              | 0              | 0              | 1              |
| 1999 | 4              | 5              | 2              | 0              | 3              |
| 2011 | не участвовали | не участвовали | не участвовали | не участвовали | не участвовали |